# Cristina Irma Greve
Cristina Irma Greve (nascida em 20 de julho de 1987) é uma ciclista profissional argentina. Competiu nos Jogos Pan-Americanos de 2015.